# ISO 7064
ISO 7064 визначає алгоритми обчислення символів контрольного числа.

## Стандарти
- Статус: Опубліковано — ISO/IEC 7064:2003 Information technology — Security techniques — Check character systems
- Статус: Скасовано — ISO 7064:1983 Data processing — Check character systems

## Використання
На нього посилаються інші стандарти ISO:
- International Bank Account Number (IBAN)
- International Standard Text Code[en] (ISTC)
- Міжнародний ідентифікатор стандартних найменувань (ISNI)
- Ідентифікатор юридичної особи[en] (LEI)

й інші системи:
- Особовий ідентифікаційний номер (Хорватія)[en]
- Посвідчення особи резидента[en] (Китайська Народна Республіка)
- Global Release Identifier[en]
- ORCID